# Svenskarnas parti
Svenskarnas parti (schwedisch; Partei der Schweden), verkürzt SvP, war eine rechtsextreme und neonazistische politische Kleinpartei in Schweden. Sie entstand als Nachfolger der inzwischen aufgelösten Nationalsocialistisk front im November 2008 und wurde 2015 aufgelöst.

## Wahlergebnisse
Bei den Wahlen zum schwedischen Reichstag im Jahr 2010 erreichten sie 0,01 % der Stimmen.
Bei den Kommunalwahlen 2010 erhielten sie ein Mandat in Grästorp mit 102 Stimmen (2,8 %).
Bei ihren letzten Reichstagswahlen im Jahr 2014 erreichten sie 4189 bzw. 0,07 % der Stimmen.